# Municipio de Marietta (Nebraska)
El municipio de Marietta (en inglés: Marietta Township) es un municipio ubicado en el condado de Saunders en el estado estadounidense de Nebraska. En el año 2010 tenía una población de 843 habitantes y una densidad poblacional de 10,75 personas por km².

## Geografía
El municipio de Marietta se encuentra ubicado en las coordenadas 41°15′19″N 96°30′58″O / 41.25528, -96.51611. Según la Oficina del Censo de los Estados Unidos, el municipio tiene una superficie total de 78.45 km², de la cual 78,24 km² corresponden a tierra firme y (0,27 %) 0,21 km² es agua.

## Demografía
Según el censo de 2010, había 843 personas residiendo en el municipio de Marietta. La densidad de población era de 10,75 hab./km². De los 843 habitantes, el municipio de Marietta estaba compuesto por el 97,86 % blancos, el 0,12 % eran amerindios, el 0,47 % eran asiáticos, el 1,19 % eran de otras razas y el 0,36 % eran de una mezcla de razas. Del total de la población el 2,49 % eran hispanos o latinos de cualquier raza.